# Aeroportul Maradi
Aeroportul Maradi (IATA: MFQ, ICAO: DRRM) este un aeroport din Niger ce deservește zona Maradi. Aeroportul a fost tranzitat în 2017 de 2.895 de pasageri. A fost numit după zona deservită.
Situat la o altitudine de 378 m, aeroportul dispune de o singură pistă.